# Christine Tremarco
Christine Tremarco (Liverpool, 24 de abril de 1977) es una actriz británica. Su carrera comenzó en 1992 cuando, a los quince años de edad, protagonizó el papel de Lily en la miniserie de ABC/BBC, The Leaving of Liverpool, por la que fue nominada a un premio AACTA. Otros papeles televisivos en los que se ha destacado son como Davina Shackleton en Waterloo Road (2007-2009), Linda Andrews en Casualty (2010-2013), Marie Thompson en Little Boy Blue (2017), Sinead Kovac en Clink (2019) y la inspectora jefa Betsy Chambers en Wolfe (2021). Los créditos cinematográficos de Tremarco incluyen Under the Skin, Face (ambas de 1997) y Anita and Me (2002). Recientemente coprotagonizó la miniserie Adolescencia (2025), donde interpretó a Amanda Miller, la madre del protagonista.

## Biografía
Educada en la escuela infantil y primaria católica St. Cecilia y luego en el Holly Lodge Girls' College, Tremarco fue vista en una obra de teatro escolar y fue invitada a una escuela de danza y teatro. Luego, cuando asistía a un grupo de teatro, un agente de casting australiano le ofreció un papel principal en The Leaving of Liverpool, un drama ambientado en los años 50 sobre la migración forzada de niños a Australia. 

## Carrera
Protagonizó dos series de Springhill de 1996 a 1997 como Trish Freeman. En 2001, apareció en Presence, de David Harrower, en el Royal Court Theatre.
Interpretó a Ellie Morgan en una miniserie dramática de BBC One titulada Moving On,que se emitió en mayo de 2009.
Apareció como estrella invitada en la serie dramática médica de la BBC Casualty en 2010 como Linda Andrews. Tras una respuesta positiva al personaje, fue reintroducida como personaje principal en 2011. Tremarco abandonó la serie en 2013.
En 2017, apareció en Little Boy Blue como Marie Thompson, la madre de uno de los pandilleros involucrados en ayudar al encubrimiento del asesinato de Rhys Jones, en 2007.

## Filmografía

### Televisión
| Año       | Título                               | Rol                   | Notas                           |
| --------- | ------------------------------------ | --------------------- | ------------------------------- |
| 1993      | The Leaving of Liverpool             | Lily                  |                                 |
| 1995      | Hearts and Minds                     |                       | 1 episodio                      |
| 1995      | ordertown                            | Louise Pearson        | Miniserie; 10 episodios         |
| 1996–1997 | Springhill                           | Trish Freeman         | Recurrente; 26 episodios        |
| 1997      | Heartbeat                            | Cathy Thompson        | Episodio: "Leaving Home"        |
| 1997      | Lloyds Bank Channel 4 Film Challenge | Jane                  | Episodio: "Family Ties"         |
| 1998      | City Central                         | Nikki Reed            | Recurrente; 7 episodios         |
| 1998      | Coronation Street                    | Lucy Johnson          | Invitada                        |
| 1998      | Trial & Retribution                  | Cheryl Goodall        | 2 episodios                     |
| 1999      | Liverpool 1                          | Michelle              | Episodio: "Pause for Thought"   |
| 1999      | Shockers                             | Deborah               | Episodio: "The Dance"           |
| 2000      | The English Programme                | Paula Walton          | Recurrente; 3 episodios         |
| 2000      | Clocking Off                         | Katherine Mackintosh  | Recurrente; 4 episodios         |
| 2001      | Swallow                              | Lorraine Landry       | Miniserie; 3 episodios          |
| 2001–2002 | Nice Guy Eddie                       | Ange McMullen         | Principal; 7 episodios          |
| 2002      | Night Flight                         | Pam Atwell            | Miniseries                      |
| 2003      | Casualty                             | Sarah Jennings        | Episodio: "Against Protocol"    |
| 2003      | Real Men                             | Paula Savage          | Miniserie; 2 episodes           |
| 2003      | Coming Up'                           | Rachel                | Episodio: "Loveless"            |
| 2004      | Family Business                      | Lisa                  | 1 episodio                      |
| 2004–2005 | Fat Friends                          | Clare                 | 2 episodios                     |
| 2005      | The Rotters' Club                    | Miriam Newman         | Miniserie; 2 episodios          |
| 2005      | Donovan                              | Sharon Paige          | 1 episodio                      |
| 2005      | The Ghost Squad                      | Jo Miller             | Episodio: "One of Us"           |
| 2006      | New Street Law                       | Judy Richards         | Episodio: "To the Naked Eye"    |
| 2006      | Dalziel and Pascoe                   | Nerissa Barron        | Episodio: "The Cave Woman"      |
| 2007      | Five Days                            | Leanne Wellings       | 2 episodios                     |
| 2007      | New Tricks                           | Christy Berlin        | Episodio: "Big Topped"          |
| 2007–2009 | Waterloo Road                        | Davina Shackleton     | Reparto principal; 44 episodios |
| 2009      | Moving On                            | Ellie Morgan          | Episodio: "Drowning Not Waving" |
| 2010–2013 | Casualty                             | Linda Andrews         | Reparto principal; 73 episodios |
| 2011      | Silent Witness                       | Sonia Hardwick        | Episodio: "Lost"                |
| 2011      | Justice                              | Marie                 | Episodio: "This Town"           |
| 2012      | Good Cop                             | Enfermera Justine     | Miniserie; 4 episodios          |
| 2013      | Talking to the Dead                  | Eluned Jones          | Miniserie; 2 episodios          |
| 2014      | Glue                                 | Nadia                 | Miniserie; 4 episodios          |
| 2015      | Safe House                           | Becky                 | Miniserie; 4 episodios          |
| 2017      | Little Boy Blue                      | Marie Thompson        | Miniserie; 4 episodios          |
| 2019      | link                                 | Sineád Kovac          | 10 episodios                    |
| 2020      | Tin Star                             | Carrie McGrath        | Episodio: "Collateral"          |
| 2021      | Wolfe                                | Betsy Chambers        | 6 episodios                     |
| 2022      | The Responder                        | Dr. Diane Gallagher   | 3 episodios                     |
| 2022      | The Window                           | Teresa Burdett        | Recurrente; 8 episodios         |
| 2024      | The Gathering                        | Carianne              | Recurrente; 6 episodios         |
| 2024      | Kidnapped: The Chloe Ayling Story    | Bea                   | Miniserie; 2 episodios          |
| 2024      | Emmerdale                            | Rose Jackson          | Reparto                         |
| 2025      | Adolescencia                         | Amanda «Manda» Miller | Miniserie; 4 episodios          |

### Películas
| Año  | Película                             | Rol               | Notas                    |
| ---- | ------------------------------------ | ----------------- | ------------------------ |
| 1994 | Priest                               | Lisa Unsworth     |                          |
| 1997 | Under the Skin                       | Veronica          |                          |
| 1997 | Face                                 | Sarah             |                          |
| 1999 | Dockers                              | Paula Walton      | Película para televisión |
| 1999 | Hold Back the Night                  | Charleen          |                          |
| 2002 | Anita and Me                         | Sandy             |                          |
| 2003 | Gifted                               | Sharon Harrison   | Película para televisión |
| 2003 | On the Out                           | Miriam            | Película para televisión |
| 2004 | I'm a Juvenile Delinquent – Jail Me! | Various           | Película para televisión |
| 2004 | Pretending to Be Judith              | Maria             | Película para televisión |
| 2005 | Uncle Adolf                          | Eva Braun         | Película para televisión |
| 2005 | The Trouble with Men and Women       | Karen             |                          |
| 2005 | Faith                                | Michelle Andrews  | Película para televisión |
| 2006 | Trigger Happy                        | Mujer             | Cortometraje             |
| 2006 | That Summer Day                      | Maestra de música | Película para televisión |
| 2009 | Ingenious                            | Samantha          | Película para televisión |
| 2010 | Outcast                              | Housing Officer   |                          |
| 2015 | Hector                               | Kate              |                          |
| 2016 | ID2: Shadwell Arm                    | Alison            |                          |
| 2021 | The Pebble and the Boy               | Dawn              |                          |